# Phyllopetalia apicalis
Phyllopetalia apicalis är en trollsländeart som först beskrevs av Selys 1858.  Phyllopetalia apicalis ingår i släktet Phyllopetalia och familjen Austropetaliidae. IUCN kategoriserar arten globalt som livskraftig. Inga underarter finns listade i Catalogue of Life.